# Долгих лет жизни
«Долгих лет жизни» (англ. Many Happy Returns) — мини-эпизод британского телесериала «Шерлок». Эпизод доступен на сервисах BBC iPlayer, BBC Red Button и канале BBC на YouTube. Эпизод действует в качестве прелюдии к третьему сезону.

## Сюжет
«Сеть казалось бы ничем не связанных преступлений простирается от Тибета до Индии и Германии. Уже два года Шерлок Холмс мёртв. Но кто-то не совсем убеждён в его смерти...»
Филип Андерсон был одержим Шерлоком с момента его смерти и пытается убедить Грега Лестрейда в том, что Шерлок возможно жив, упоминая определённые события в Тибете, Индии и Германии и других местах. Однако Лейстрейд говорит Андерсону, что Шерлок безусловно мёртв. Лестрейд идёт навестить Джона, который съехал с Бейкер-стрит после смерти Шерлока. Он даёт Джону некоторые из старых вещей Шерлока, в том числе видеообращение на день рождения Джона. В сообщении Шерлок заявляет, что он очень скоро увидится с Джоном и говорит ему, чтобы он хорошо отпраздновал день рождения без него, поскольку он «занят».